# Mary Meade
Pour les articles homonymes, voir Meade.
Mary Meade, née le 24 novembre 1923 et morte le 10 décembre 2003, est une danseuse, chanteuse et actrice américaine.
Bien que n'ayant eu que de petits rôles au cinéma dans des films de série B, elle reste connue pour son apparition dans La Brigade du suicide de 1947. Elle a chanté en vedette de revue au Casino de Paris en 1951.

## Biographie
Mary Meade débute au cinéma de façon anonyme comme danseuse dans des comédies musicales. Sa première apparition se fait en 1944 dans Show Business, un film de série B. Elle fait un temps partie des Goldwyn Girls (en), une troupe de danseuses réunie par Samuel Goldwyn. Dans The Magnificent Rogue, une comédie de 1946, elle apparait sous son prénom, Mary, cependant sans être créditée au générique, dans un petit rôle où elle pose en maillot de bain pour des photographies publicitaires. Elle est sous contrat avec Eagle-Lion Films lorsqu'elle tourne en 1947 dans le film noir La Brigade du suicide, où elle joue Evangeline, la photographe du club Trinidad, impliquée dans un trafic de faux billets. Malgré sa photogénie mise en valeur par le noir et blanc de John Alton, la direction d'acteurs d'Anthony Mann, les costumes de France Ehren et le grand succès commercial du film, sa carrière cinématographique ne décolle pas, et elle retombe rapidement dans un quasi-anonymat, avec une filmographie qui s'avère assez réduite,.
Parfait exemple de l'iconique pin-up américaine des années 1940-1950, Mary Meade commence sa carrière de chanteuse en soutenant le moral des GIs aux Philippines et à Iwo Jima. En 1949, elle chante au célèbre nightclub Mocambo (en) sur le Sunset Strip, fréquenté par toutes les vedettes de Hollywood, et au casino Cal-Neva dans le Nevada. Devenue parisienne et mariée, elle se produit au Dinarzade, "restaurant artistique" de la rive droite, 16 rue de la Tour, puis est la tête d'affiche de Gay Paris, "revue libertine à grand spectacle" d'Henri Varna, au Casino de Paris à partir d'avril 1951,. L'année suivante, elle chante à Londres, au Pigalle Club (en) sur Piccadilly. Le 5 avril 1955, elle est la chanteuse invitée dans l'épisode Hospital Mix-Up du Red Skelton Show sur la chaîne CBS. À partir de 1958, elle se fait connaître sous le nom de Mary Meade French. Sur sa fin de carrière de chanteuse, elle se produit au Sexson Auditorium de Pasadena City College en 1961. Elle a encore deux rôles mineurs au cinéma en 1967, dans F comme Flint et Escape from Planet Earth/Doomsday Machine, un film de science-fiction à petit budget.

## Vie privée
Mary Meade épouse le compositeur et arrangeur
Ted Grouya (en) en novembre 1949 à Paris, apparaissant à la télévision britannique le mois suivant avant d'entamer sa carrière parisienne de chanteuse. Le couple divorce en 1955. On lui prête ensuite quelques liaisons, dont une avec Vittorio Gassman en 1958. Le 29 septembre 1973, à Las Vegas, elle se remarie avec l'assistant réalisateur Richard "Dick" Bremerkamp (1916-2001) ; ils s'installent en 1984 dans la petite ville d'Apple Valley (Californie) dans le désert des Mojaves.
Veuve depuis deux ans, elle meurt à Apple Valley le 10 décembre 2003.

## Filmographie
- Show Business (en) (Quatre du music-hall), réalisé par Edwin L. Marin (1944) : une danseuse (non créditée)
- Le Joyeux Phénomène, réalisé par H. Bruce Humberstone (1945) : une danseuse de la troupe des Goldwyn Girls (non créditée)
- The Magnificent Rogue (en), réalisé par Albert S. Rogell (1946) : Mary, une modèle (non créditée)
- The Thrill of Brazil (en) (Rio, rythme d’amour), réalisé par S. Sylvan Simon (1946) : une danseuse (non créditée)
- La Brigade du suicide, réalisé par Anthony Mann (1947) :  Evangeline ("Evie")
- In This Corner, réalisé par Charles Reisner (1948) : Birdie Bronson
- Assigned to Danger, réalisé par Budd Boetticher (1948) : Evie
- Ma brute chérie, réalisé par Alexander Hall (1950) : Babe White, une promeneuse avec son chien (non créditée)
- F comme Flint, réalisé par Gordon Douglas (1967) : Hilda
- Doomsday Machine (en), réalisé par Harry Hope, Lee Sholem et Herbert J. Leder (1967, repris et modifié en 1972) : une femme reporter

## Discographie
Mary Meade a enregistré en français plusieurs chansons de la revue Gay Paris au Casino de Paris en 1951, sur des musiques de son mari Ted Grouya (en), accompagnée par Jo Boyer (de) et son orchestre, sur disques 78 tours Polydor :
- [vidéo] « Bonsoir Paris, par Mary Meade, Polydor 560.317 », sur youtube.com
- [audio] « Le Professeur de français, par Mary Meade, Polydor 560.318 », sur Internet Archive
- [audio] « J'ai rêvé d'un p'tit appartement, par Mary Meade, Polydor 560.318 », sur Internet Archive